# Ингвиллер
Ингвиллер (фр. Ingwiller, нем. Ingweiler) — коммуна на северо-востоке Франции в регионе Гранд-Эст (бывший Эльзас — Шампань — Арденны — Лотарингия), департамент Нижний Рейн, округ Саверн, кантон Ингвиллер. До марта 2015 года коммуна административно входила в состав кантона Буксвиллер (округ Саверн).
Площадь коммуны — 18,05 км², население — 3988 человек (2006) с тенденцией к росту: 4189 человек (2013), плотность населения — 232,1 чел/км².

## Население
Население коммуны в 2011 году составляло 4179 человек, в 2012 году — 4242 человека, а в 2013-м — 4189 человек.
| 1962 | 1968 | 1975 | 1982 | 1990 | 1999 | 2006 | 2008 | 2011 | 2012 | 2013 |
| ---- | ---- | ---- | ---- | ---- | ---- | ---- | ---- | ---- | ---- | ---- |
| 3074 | 3257 | 3674 | 3900 | 3753 | 3847 | 3988 | 4110 | 4179 | 4242 | 4189 |

Динамика населения:

## Экономика
В 2010 году из 2576 человек трудоспособного возраста (от 15 до 64 лет) 1859 были экономически активными, 717 — неактивными (показатель активности 72,2 %, в 1999 году — 71,3 %). Из 1859 активных трудоспособных жителей работали 1615 человек (867 мужчин и 748 женщин), 244 числились безработными (122 мужчины и 122 женщины). Среди 717 трудоспособных неактивных граждан 162 были учениками либо студентами, 280 — пенсионерами, а ещё 275 — были неактивны в силу других причин.

## Достопримечательности (фотогалерея)

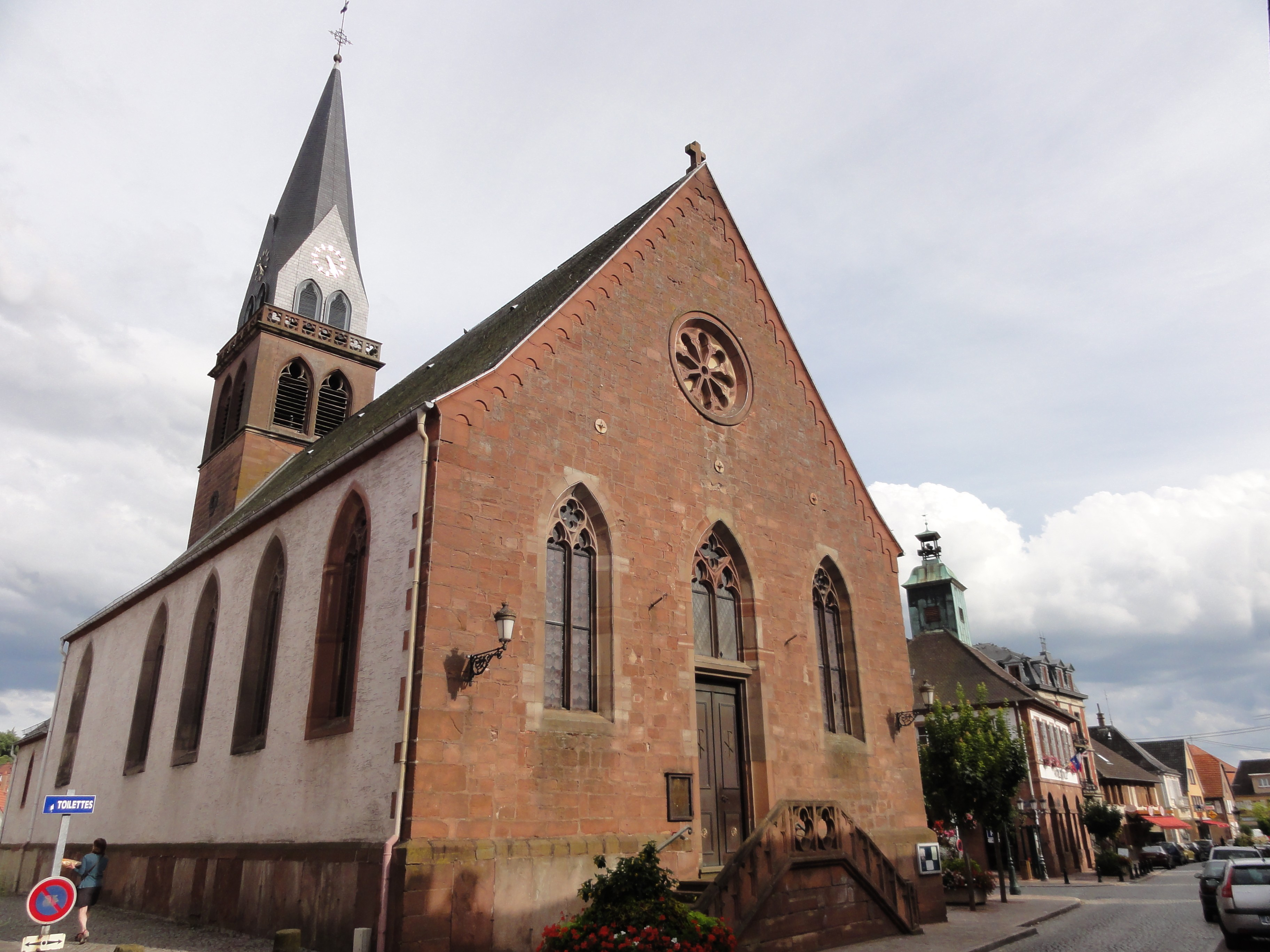
Протестантская церковь
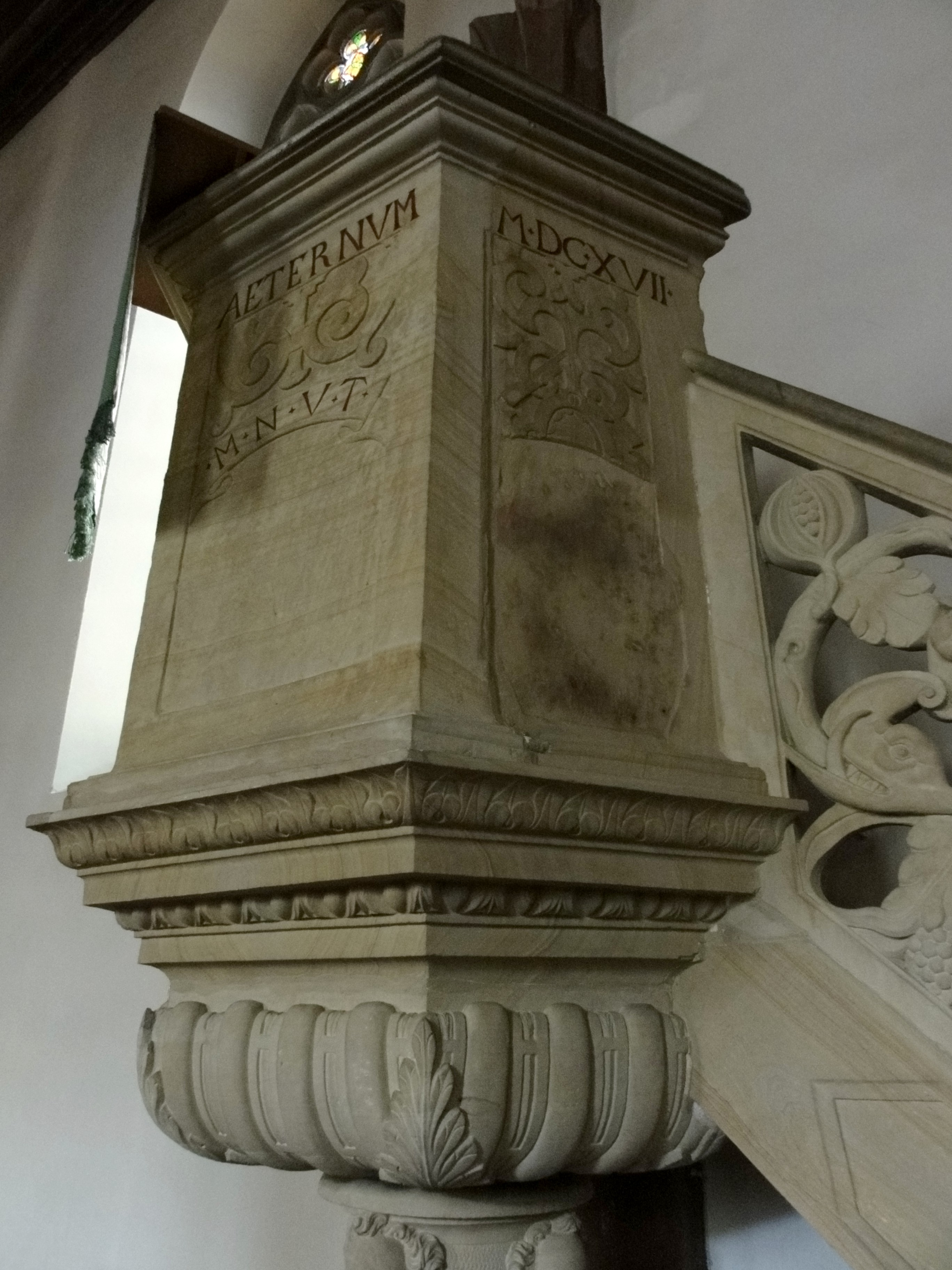
Пасторская кафедра (1617)
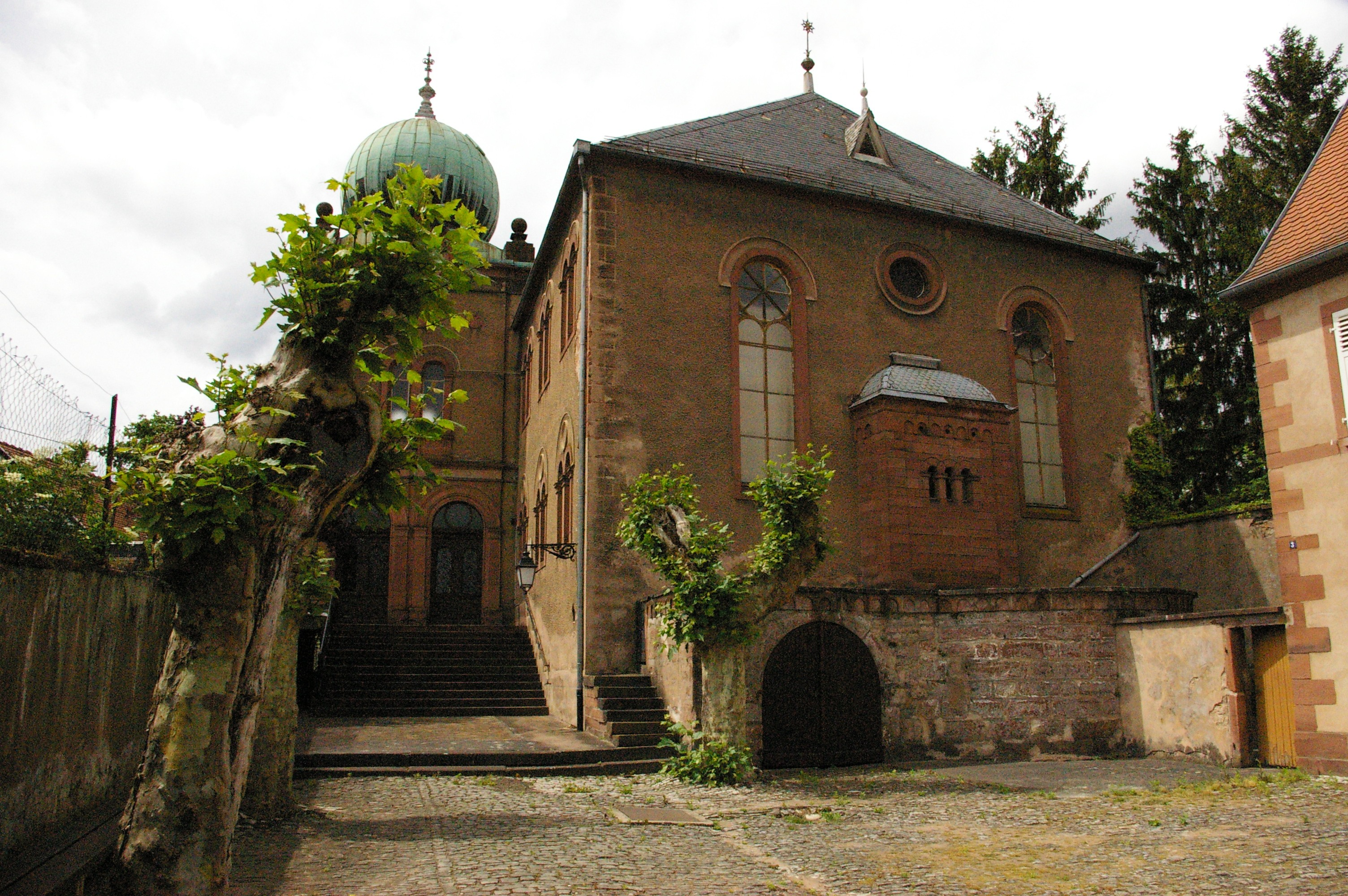
Синагога
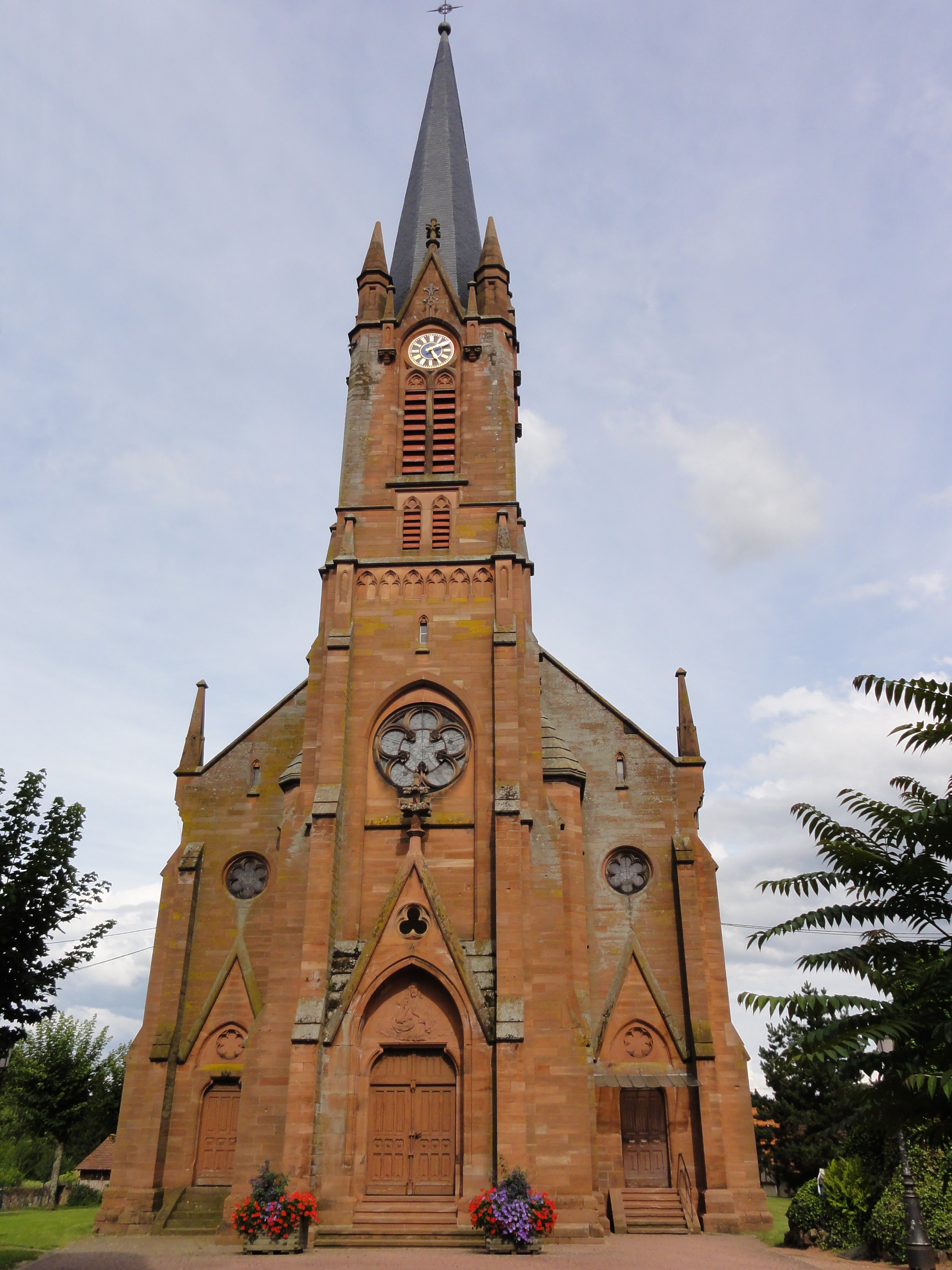
Католическая церковь (1891)
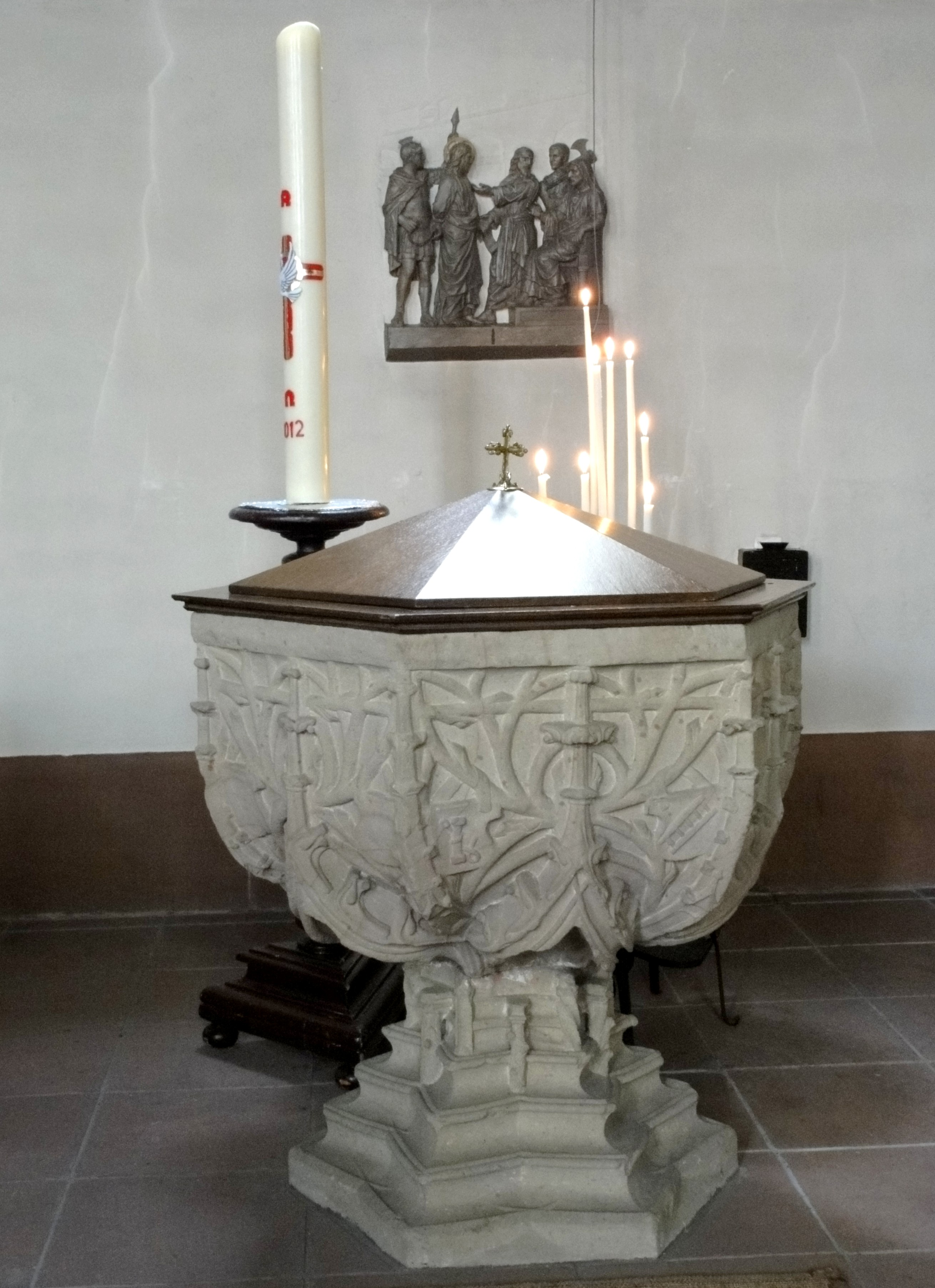
Купель (XVI век)